# Bastoncini di granchio
I cosiddetti bastoncini di granchio (in giapponese: カニカマ?, kanikama) sono un alimento giapponese. Sono composti da amido e pesce bianco finemente polverizzato (surimi) che viene modellato e trattato per assomigliare alla polpa delle gambe del granchio della neve o del granchio gigante del Giappone. Si tratta di un prodotto non vegetariano che utilizza carne di pesce a imitazione della carne dei crostacei.

## Storia
La prima carne di pesce che emula quella di granchio venne brevettata e prodotta dall'azienda alimentare giapponese Sugiyo (スギヨ?) nel 1974 con il nome Kanikama. I veri e propri bastoncini vennero però inventati soltanto l'anno seguente dalla Osaki Suisan. Nel 1977 la Berelson Company di San Francisco, collaborando con la Sugiyo, li introdusse a livello internazionale. Kanikama è ancora il loro nome comune in Giappone, ma a livello internazionale sono commercializzati con i nomi di Krab Sticks, Ocean Sticks, Sea Legs e Imitation Crab Sticks. Le restrizioni legali ora impediscono loro di essere commercializzati come "bastoncini di granchio" in molti luoghi, in quanto privi di carne di granchio.

## Preparazione
Per la preparazione dei bastoncini di granchio viene spesso usata la carne di merluzzo dell'Alaska miscelata con grano, albume d'uovo o altri ingredienti leganti come l'enzima transglutaminasi. In seguito viene aggiunto l'aroma di granchio (naturale o, più comunemente, artificiale) e uno strato di colorante alimentare rosso viene applicato all'esterno.